# Bruno de Rezende
Bruno Mossa de Rezende, anche noto come Bruninho (Campinas, 2 luglio 1986), è un pallavolista brasiliano, palleggiatore del BVC.

## Biografia
È figlio dell'ex pallavolista Vera Mossa e dell'ex pallavolista e allenatore Bernardo de Rezende. Ha due sorellastre, Júlia e Vitória, nate dalle seconde nozze del padre con l'ex pallavolista Fernanda Venturini.

## Carriera
La carriera di Bruno de Rezende inizia tra le file dell'Unisul, club dello Stato di Santa Catarina, dove rimane per due stagioni; in questo periodo conquista la medaglia d'argento al campionato mondiale Under-21 2005. Nel 2005 viene ingaggiato dal Cimed, club a cui rimarrà legato per sette stagioni, vincendo cinque campionati, l'unica edizione della Coppa del Brasile, nel 2007, e il campionato sudamericano per club 2009, oltre a sei campionati statali. Le buone prestazioni nel club gli valgono la convocazione in nazionale, in cui debutta nella World League 2006, dove ottiene l'oro, bissato nell'edizione successiva. Nel 2007 vince il suo primo campionato sudamericano e la Coppa del Mondo, mentre nel 2008 partecipa alle Olimpiadi di Pechino come secondo di Marcelo Elgarten. Nel 2009 vince la World League e la Grand Champions Cup, mentre l'anno successivo prende parte alla World League come secondo di Marlon Yared e, proprio in seguito ad una sua indisposizione, gioca titolare il mondiale in Italia, vinto battendo in finale la nazionale cubana.
Nell'aprile 2011 è ingaggiato dal Modena per sostituire l'infortunato Mikko Esko nei play-off scudetto. Durante l'estate, comincia la World League come riserva, ma poi è promosso titolare in seguito alla brutta prestazione di Marlon Yared contro Cuba nella prima partita della final six di Danzica; a settembre vince il suo secondo campionato sudamericano e a ottobre la medaglia d'oro ai giochi panamericani.
Nel 2012 gioca titolare la World League, chiusa al sesto posto, e l'Olimpiade di Londra, dove è sconfitto in finale dalla Russia, sempre affiancato da Ricardo Garcia.
Nella stagione 2012-13 è ingaggiato dal RJX, club di Rio de Janeiro, con cui vince la superliga e il campionato carioca, classificandosi terzo al campionato sudamericano per club. Durante l'estate del 2013, in seguito al ritiro di Giba, è promosso capitano della nazionale e partecipa alla World League, dove viene sconfitto nuovamente in finale dalla Russia, mentre vince il campionato sudamericano e la Grand Champions Cup.
Nel corso della stagione 2013-14, a causa dei problemi economici della squadra, torna a giocare nel Modena, con cui vince la Coppa Italia 2014-15, successo bissato anche nell'edizione successiva, la Supercoppa italiana 2015 e lo scudetto 2015-16; nel 2014 con la nazionale vince l'argento alla World League ed al campionato mondiale, nel 2015 arriva l'oro al campionato sudamericano, mentre nel 2016 vince ancora un argento alla World League e un oro ai Giochi della XXXI Olimpiade.
Nella stagione 2016-17 rientra in Brasile, accasandosi al Sesi di San Paolo; nel 2017, con la nazionale, vince la medaglia d'argento alla World League e quella d'oro al campionato sudamericano e alla Grand Champions Cup.
Per l'annata 2017-18 è nuovamente al club di Modena, in Serie A1; con la nazionale conquista l'argento al campionato mondiale 2018. Milita nella stessa categoria anche nell'annata 2018-19 ma alla Lube di Civitanova Marche, con cui vince lo scudetto 2018-19, la Champions League 2018-19, il campionato mondiale per club 2019, aggiudicandosi i premi individuali di MVP e di miglior palleggiatore, e la Coppa Italia 2019-20. Nello stesso anno, con la nazionale vince la Coppa del Mondo.
Dopo due anni nelle Marche, per la stagione 2020-21 fa ritorno ancora una volta in patria, ingaggiato stavolta dalla Funvic, con cui si aggiudica la Supercoppa e lo scudetto; con la nazionale, nel 2021, vince la medaglia d'oro alla Volleyball Nations League e al campionato sudamericano, venendo premiato, in quest'ultimo caso, sia come miglior palleggiatore che come MVP.
Per il campionato 2021-22 veste per la quarta volta la maglia del Modena, in Superlega, con cui si aggiudica la Coppa CEV 2022-23; con la nazionale conquista il bronzo al campionato mondiale 2022 e quella d'argento al campionato sudamericano 2023. Fa ritorno in patria nel campionato 2024-25, accettando la proposta del BVC.

## Palmarès

### Club
- Campionato brasiliano: 7

2003-04, 2005-06, 2007-08, 2008-09, 2009-10, 2012-13, 2020-21
- Campionato italiano: 2

2015-16, 2018-19
- Coppa del Brasile: 1

2007
- Coppa Italia: 3

2014-15, 2015-16, 2019-20
- Campionato Catarinense: 6

2006, 2008, 2009, 2010, 2011, 2012
- Campionato Carioca: 1

2012
- Supercoppa italiana: 1

2015
- Supercoppa brasiliana: 1

2020
- Campionato mondiale per club: 1

2019
- Campionato sudamericano per club: 1

2009
- CEV Champions League: 1

2018-19
- Coppa CEV: 1

2022-23

### Nazionale (competizioni minori)
- Campionato mondiale Under-21 2005
- Coppa America 2007
- Coppa America 2008
- Giochi panamericani 2007
- Memorial Hubert Wagner 2010
- Giochi panamericani 2011
- Memorial Hubert Wagner 2019

### Premi individuali
- 2006 - Superliga: Miglior palleggiatore
- 2007 - Superliga: Miglior palleggiatore
- 2007 - Coppa America: Miglior palleggiatore
- 2007 - Campionato sudamericano: Miglior servizio
- 2007 - Coppa del Brasile: Miglior palleggiatore
- 2008 - Superliga: Miglior palleggiatore
- 2008 - Coppa America: Miglior palleggiatore
- 2009 - Campionato sudamericano per club: MVP
- 2009 - Superliga: Miglior palleggiatore
- 2009 - Grand Champions Cup: Miglior palleggiatore
- 2010 - Superliga: MVP della finale
- 2011 - XVI Giochi panamericani: Miglior palleggiatore
- 2013 - World League: Miglior palleggiatore
- 2013 - Campionato sudamericano: Miglior palleggiatore
- 2013 - Grand Champions Cup: Miglior palleggiatore
- 2015 - Campionato sudamericano: Miglior palleggiatore
- 2016 - Giochi della XXXI Olimpiade: Miglior palleggiatore
- 2017 - Campionato sudamericano: Miglior palleggiatore
- 2019 - Campionato mondiale per club: MVP
- 2019 - Campionato mondiale per club: Miglior palleggiatore
- 2021 - Superliga Série A: MVP della finale
- 2021 - Campionato sudamericano: MVP
- 2021 - Campionato sudamericano: Miglior palleggiatore